# Список эпизодов телесериала «Бесстыжие»
«Бесстыжие» (англ. Shameless) — американский комедийно-драматический телесериал, выходящий на канале Showtime с 9 января 2011 года. Шоу основано на одноимённом британском сериале, созданном Полом Эбботтом  и адаптированном Джоном Уэллсом. HBO начало разработку американской версии «Бесстыдников» после заключения сделки с Джоном Уэллсом в январе 2009 года. К октябрю 2009 года производство перешло на Showtime. John Wells Productions сняло пилотный эпизод для кабельной сети в декабре 2009 года. Финал первого сезона состоялся 27 марта 2011 года.
«Бесстыжие» были продлены на девятый сезон 8 ноября 2017 года, премьера которого состоялась 9 сентября 2018 года.

## Обзор
| Сезон | Сезон | Эпизоды | Даты показа     | Даты показа     |
| Сезон | Сезон | Эпизоды | Премьера сезона | Финал сезона    |
| ----- | ----- | ------- | --------------- | --------------- |
|       | 1     | 12      | 9 января 2011   | 27 марта 2011   |
|       | 2     | 12      | 8 января 2012   | 1 апреля 2012   |
|       | 3     | 12      | 13 января 2013  | 7 апреля 2013   |
|       | 4     | 12      | 12 января 2014  | 6 апреля 2014   |
|       | 5     | 12      | 11 января 2015  | 5 апреля 2015   |
|       | 6     | 12      | 10 января 2016  | 3 апреля 2016   |
|       | 7     | 12      | 2 октября 2016  | 18 декабря 2016 |
|       | 8     | 12      | 5 ноября 2017   | 28 января 2018  |
|       | 9     | 14      | 9 сентября 2018 | 10 марта 2019   |
|       | 10    | 12      | 10 ноября 2019  | 26 января 2020  |
|       | 11    | 12      | 6 декабря 2020  | 11 апреля 2021  |

## Список серий

### Сезон 1 (2011)
| № общий | № в сезоне | Название                                                                                        | Режиссёр       | Автор сценария                                                                   | Дата премьеры   | Зрители в США (млн) |
| --- | ---------- | ----------------------------------------------------------------------------------------------- | -------------- | -------------------------------------------------------------------------------- | --------------- | ------------------- |
| 1 | 1          | «Пилот» «Pilot»                                                                                 | Марк Майлод    | Телесценарий: Пол Эбботт и Джон Уэллс Британский эпизод: Пол Эбботт              | 9 января 2011   | 0,98                |
| Вор крадет сумочку главной героини, Фионы, когда она веселится со своей подругой Вероникой в клубе, но красивый незнакомец по имени Стив делает все возможное, чтобы помочь вернуть её. Он не преуспевает, но получает приглашение в дом Галлагеров после того как защищает девушек от хама-вышибалы, подравшись с ним. Стив и Фиона занимаются сексом в кухне, но их прерывают местные полицейские, которые привели пьяного Фрэнка, отца семейства. Стив приходит к ней на следующий день, предлагая помощь, но Фиона прогоняет его. Стив отказывается принять ее отказ и присылает стиральную машину взамен их старой, сломанной, надеясь добиться ещё одного свидания. Наконец, Фиона соглашается и на свидании узнает, чем зарабатывает на жизнь Стив. Лип Галлагер обнаруживает в спальне тайник с гей порно и понимает, что его брат Йен нетрадиционной сексуальной ориентации. Он отказывается принимать это и зовет брата в гости к своей "ученице" Карен, которая известна всей школе как девушка легкого поведения. Все проходит совершенно не гладко: Йен чувствует, что это неправильно для него, а отец девушки ловит их и со скандалом выгоняет парней, а затем сам уходит из дома, не в силах пережить потрясение. Лип понимает, что Йен влюблен в своего женатого начальника Кэша. |            |                                                                                                 |                |                                                                                  |                 |                     |
| 2 | 2          | «Дубина Фрэнк» «Frank the Plank»                                                                | Джон Уэллс     | Телесценарий: Пол Эбботт и Джон Уэллс Британский эпизод: Пол Эбботт              | 16 января 2011  | 0,81                |
| Эдди Джексон избивает Френка Галлагера после того как увидел, что Карен занималась сексом с его сыном Йеном. Разъяренный Френк возвращается домой и срывается на Йене, но его прогоняют. На следующий день он не появляется дома, и Фиона начинает беспокоиться, ведь отец никогда не пропускал пятницы, дня проверки инвалидности для получения пособия по безработице. Галлагеры начинают искать своего непутевого отца и обнаруживают, что он сидит в изоляторе в другой стране, Канаде. Когда Фиона узнает, что Стив отвез Френка туда, то заставляет его вернуть отца обратно в США. Стив без желания едет в Торонто с Кевином и Вероникой и на фургоне привозит Френка в Чикаго, но Фиона всё еще расстроена тем, что ее парень не посоветовался с ней перед "расправой" с отцом. |            |                                                                                                 |                |                                                                                  |                 |                     |
| 3 | 3          | «Тётя Джинджер» «Aunt Ginger»                                                                   | Стивен Хопкинс | Нэнси М. Пименталь                                                               | 23 января 2011  | 0,90                |
| Расставшись со Стивом, Фиона переключает своё внимание на полицейского Тони, который с детства влюблен в неё. Однако Стив не сдается. Сотрудница Службы Генерального Инспектора подозревает, что кто-то может воровать и обналичивать чеки социального обеспечения, принадлежащие престарелой тёте Галлагеров, Джинджер, владелице дома, в котором они живут. Предположительно, она все это время провела в доме престарелых в Висконсене. Мэнди Милкович, отвергнутая Йеном, рассказывает брату и его шайке, что Галлагер её изнасиловал. Микки Милкович охотится на Йена, чтобы избить его. |            |                                                                                                 |                |                                                                                  |                 |                     |
| 4 | 4          | «Кейси Касден» «Casey Casden»                                                                   | Тодд Холланд   | Телесценарий и телевизионный сюжет: Синди Капонера Британский эпизод: Пол Эбботт | 30 января 2011  | 1,11                |
| Дебби, огорченная после того, как ушла тётя Джинджер, похищает маленького мальчика с вечеринки в честь Дня Рождения. Семья Галлагеров вынашивает план по возврату малыша целым и невредимым без привлечения внимания полиции Чикаго, ведь дело о похищении в данный момент приоритетно. Эдди вынужден вернуться домой, потому что он не в состоянии обеспечивать себя свою семью одновременно. Новости о пропавшем младенце пугают Шейлу, и она печет рекордное количество кексов. Карен продолжает играть с Липом и пытается соблазнить Фрэнка. Маленькая ложь Кева вынуждает его открыть страшную правду его прошлого. |            |                                                                                                 |                |                                                                                  |                 |                     |
| 5 | 5          | «Три парниши» «Three Boys»                                                                      | Мими Ледер     | Телесценарий: Алекс Борштейн Британский эпизод: Дэнни Броклхёрст                 | 6 февраля 2011  | 0,95                |
| Семья пытается устроить поддельную свадьбу, когда становится известным то, что у Вероники есть завещание от богатого отца. Фрэнк узнаёт печальные известия о своём здоровье и не сильно напрягается, чтобы избежать проблем. |            |                                                                                                 |                |                                                                                  |                 |                     |
| 6 | 6          | «Карл-убийца» «Killer Carl»                                                                     | Джон Дал       | Майк О'Мэлли                                                                     | 13 февраля 2011 | 1,01                |
| Фиона пытается привести в порядок дом перед неминуемым приходом учителя Карла. Лип продолжает делать деньги, сдавая экзамены за своих тупых одноклассников. Местный гопник Микки постоянно грабит «Kash and Grab». |            |                                                                                                 |                |                                                                                  |                 |                     |
| 7 | 7          | «Фрэнк Галлагер: любящий муж, преданный отец» «Frank Gallagher: Loving Husband, Devoted Father» | Дэвид Наттер   | Итан Френкель                                                                    | 20 февраля 2011 | 1,14                |
| У Фрэнка обнаруживается долг в 6000$ из-за неудачной попытки имитировать пожар в машине. Чтобы избавиться от сообщников, подсунувших ему машину и пытающихся вернуть потерянные деньги, семья Галлагеров разыгрывает смерть и похороны Фрэнка. Йен больше не может терпеть издевательства Микки над Кэшем. Он приходит в дом Милковичей, чтобы вернуть отнятый у Кэша пистолет. Диалог между Микки и Йеном не завязывается: начинается драка, в пылу которой парни переспали. |            |                                                                                                 |                |                                                                                  |                 |                     |
| 8 | 8          | «Пора убить черепашку» «It's Time to Kill the Turtle»                                           | Скотт Фрэнк    | Натан Джексон и Нэнси М. Пименталь                                               | 27 февраля 2011 | 0,92                |
| Шэйла переживает, когда Фрэнк бросает пить. Фиона изо всех сил пытается наскрести денег. Лип встречается с профессором из колледжа. |            |                                                                                                 |                |                                                                                  |                 |                     |
| 9 | 9          | «И раздался стук» «But At Last Came a Knock»                                                    | Марк Майлод    | Телесценарий: Алекс Борштейн Британский эпизод: Пол Эбботт                       | 6 марта 2011    | 1,14                |
| Фрэнку нужно, чтобы его бывшая жена расписалась на документах. Дебби проводит расследование, приезжает в дом его матери и выясняет, кто такой Стив. Моника хочет забрать маленького Лиама с собой. Фиона уходит к Стиву в дом, купленный им для неё. |            |                                                                                                 |                |                                                                                  |                 |                     |
| 10 | 10         | «Похождения Моники» «Nana Gallagher Had an Affair»                                              | Адам Бернштейн | Телесценарий и телевизионный сюжет: Синди Капонера Британский эпизод: Пол Эбботт | 13 марта 2011   | 1,12                |
| Тест ДНК показывает, что самый младший сын Фрэнка на самом деле его сын, но Моника все равно настаивает на его опекунстве совместно с Боб (Робертой). Попутно выясняется, что Йен не является сыном Фрэнка — у матери была интрижка с братом Фрэнка, после того как она нажралась «ангельской пыли». |            |                                                                                                 |                |                                                                                  |                 |                     |
| 11 | 11         | «Папина дочка» «Daddyz Girl»                                                                    | Сана Хамри     | Нэнси М. Пименталь                                                               | 20 марта 2011   | 1,10                |
| Йен и Лип на угнанной Стивом машине едут на поиски отца Йена. Тони наконец-то смекает, чем зарабатывает на жизнь Стив, и ловит его на очередном деле. Тони отпускает Стива с условием, что тот уберется из города, однако, видя угнанный «Кайен» Стива, сдает его полиции. Йена и Липа арестовывают по подозрению в угоне. Фрэнка под оксикодоном насилует и снимает на камеру девушка Липа, Карен, позже шлет своё творение родному отцу. |            |                                                                                                 |                |                                                                                  |                 |                     |
| 12 | 12         | «Благодетельный отец Фрэнк» «Father Frank, Full of Grace»                                       | Марк Майлод    | Джон Уэллс                                                                       | 27 марта 2011   | 1,16                |
| Стив (Джимми) предлагает Фионе уехать с ним в Коста-Рику. Лип узнает, что Фрэнк занимался сексом с его девушкой, и избивает его. Фрэнк пытается исправить свои косяки, разговаривая со своими детьми. |            |                                                                                                 |                |                                                                                  |                 |                     |

### Сезон 2 (2012)
| № общий | № в сезоне | Название                                                                            | Режиссёр               | Автор сценария                                                             | Дата премьеры   | Зрители в США (млн) |
| --- | ---------- | ----------------------------------------------------------------------------------- | ---------------------- | -------------------------------------------------------------------------- | --------------- | ------------------- |
| 13 | 1          | «Летние деньки» «Summertime»                                                        | Марк Майлод            | Джон Уэллс                                                                 | 8 января 2012   | 1,58                |
| Фрэнк проспорил круглую сумму. Бандиты забирают Лиама в качестве заложника. Фиона и семья должны быстро собрать нужную сумму. |            |                                                                                     |                        |                                                                            |                 |                     |
| 14 | 2          | «Летняя любовь» «Summer Loving»                                                     | Джон Уэллс             | Майк О'Мэлли                                                               | 15 января 2012  | 1,25                |
| Фрэнк находит новый источник дохода. Йен продолжает встречаться с Микки. Вероника вывозит дом престарелых на экскурсию. |            |                                                                                     |                        |                                                                            |                 |                     |
| 15 | 3          | «Каждый день я буду ставить за тебя свечку» «I'll Light a Candle for You Every Day» | Крэйг Зиск             | Нэнси М. Пименталь                                                         | 22 января 2012  | 1,28                |
| Фиона решает встретиться с парнем, в которого была влюблена в школе. Фрэнк хочет жениться на женщине у которой больное сердце, а Кев уговаривает Веронику выкупить бар. |            |                                                                                     |                        |                                                                            |                 |                     |
| 16 | 4          | «Прекрасный трындец» «A Beautiful Mess»                                             | Марк Майлод            | Алекс Борштейн                                                             | 29 января 2012  | 1,37                |
| Фрэнк пытается помешать Шейле излечиться от её заболевания. Деб устраивает вечеринку, чтобы найти новых друзей. Жена парня, с которым переспала Фиона, в ярости является в дом Галлагеров. |            |                                                                                     |                        |                                                                            |                 |                     |
| 17 | 5          | «День отца» «Father's Day»                                                          | Энтони Хемингуэй       | Итан Френкель                                                              | 5 февраля 2012  | 1,01                |
| На поверхность всплывает тело отца Карен. Фрэнк уверен, что его обвинят в убийстве. |            |                                                                                     |                        |                                                                            |                 |                     |
| 18 | 6          | «А можно мне маму?» «Can I Have a Mother»                                           | Джон Дал               | Уильям Х. Мэйси и Стивен Шахтер                                            | 12 февраля 2012 | 1,44                |
| Мать Фрэнка выходит из тюрьмы и является в дом Галлагеров. Дети в восторге от бабушки, а Фрэнк в ужасе. Карен и Джоди женятся. Бывшая семья Этель хочет забрать её домой. |            |                                                                                     |                        |                                                                            |                 |                     |
| 19 | 7          | «Бутылочка ароматического масла» «A Bottle of Jean Nate»                            | Дэвид Наттер           | Нэнси М. Пименталь                                                         | 19 февраля 2012 | 1,41                |
| Фрэнк раздумывает, как избавиться от своей мамаши. Карен надоедает тупость Джоди, и она решает его бросить. Лип и Йен пытаются выяснить, кто круче. Джазмин приглашает Фиону потусить на яхте и признается ей в любви. |            |                                                                                     |                        |                                                                            |                 |                     |
| 20 | 8          | «Отцы и дети» «Parenthood»                                                          | Дейзи фон Шерлер Майер | Майк О'Мэлли                                                               | 4 марта 2012    | 1,60                |
| Бабушку временно перевозят к Шейле. Фрэнк застукал Йена с Микки. Фиона хочет окончить школу. Лип и Карен ищут приемных родителей для своего ребёнка. Джимми берется тренировать футбольную команду Карла, чтобы быть поближе к Фионе. |            |                                                                                     |                        |                                                                            |                 |                     |
| 21 | 9          | «Ураган Моника» «Hurricane Monica»                                                  | Алекс Грейвз           | Алекс Борштейн                                                             | 11 марта 2012   | 1,31                |
| Моника возвращается домой. Лип и Карен продолжают искать приемных родителей. Между Шейлой и Джоди возникает симпатия. Моника ведет Йена в гей-клуб. |            |                                                                                     |                        |                                                                            |                 |                     |
| 22 | 10         | «Благое дело» «A Great Cause»                                                       | Мими Ледер             | Итан Френкель                                                              | 18 марта 2012   | 1,16                |
| Йен пытается решить проблему с отцом Менди и узнает тайну семьи Милкович. Моника и Фрэнк находят заначку детей. Джимми пытается разыскать Марко. Шейла принимает первого пациента в домашнем хосписе. Фиону берут на престижную работу, но планам, как всегда, мешают Фрэнк и Моника. Отношения Фионы с Липом накаляются.                                                       |            |                                                                                     |                        |                                                                            |                 |                     |
| 23 | 11         | «Как и замышляли пилигримы» «Just Like the Pilgrims Intended»                       | Марк Майлод            | Сюжет: ЛаТойя Морган и Нэнси М. Пименталь Телесценарий: Нэнси М. Пименталь | 25 марта 2012   | 1,51                |
| Моника в глубокой депрессии. Фрэнк решает стрясти с брата деньги, которые подарила мать. В город приезжает Марко. Семья собирается вместе, чтобы отметить День Благодарения. Моника совершает попытку самоубийства. Ребёнок Карен рождается с синдромом Дауна. Шейла похищает младенца.                                                                                         |            |                                                                                     |                        |                                                                            |                 |                     |
| 24 | 12         | «Прерванная жизнь Фионы» «Fiona Interrupted»                                        | Джон Уэллс             | Джон Уэллс                                                                 | 1 апреля 2012   | 1,45                |
| Фрэнк хочет увезти Монику из лечебницы. Карен требует, чтобы Шейла и Джоди убрали ребёнка из дома, но Шейла против. Фиона и Джимми ужинают с его родителями. Йен обнаруживает, что его новый любовник — отец Джимми. Фрэнк и Дебби проникают в психушку. Лип страдает из-за чувств к Карен. Эстефания возвращается к Джимми, потому что Марко её избил. Лип возвращается домой. |            |                                                                                     |                        |                                                                            |                 |                     |

### Сезон 3 (2013)
| № общий | № в сезоне | Название                                                   | Режиссёр         | Автор сценария                     | Дата премьеры   | Зрители в США (млн) |
| --- | ---------- | ---------------------------------------------------------- | ---------------- | ---------------------------------- | --------------- | ------------------- |
| 25 | 1          | «Большой каньон» «El Gran Cañón»                           | Марк Майлод      | Джон Уэллс                         | 13 января 2013  | 2,00                |
| Фрэнк пытается вернуться домой из Мексики. Фиона теряет работу. Лип приговорен к обязательным работам из-за кражи. К Джимми приезжает отец Эстефаньи. Шейла ждет возвращения Карен и воспитывает малыша. |            |                                                            |                  |                                    |                 |                     |
| 26 | 2          | «Американская мечта» «The American Dream»                  | Энтони Хемингуэй | Нэнси М. Пименталь                 | 20 января 2013  | 1,37                |
| Фиона пытается организовать первую ночь в клубе. Дебби избивает и выгоняет из дома Фрэнка. Лип пытается заработать деньги на уплату налога. Йен снова с Микки после его очередного возвращения из тюрьмы. Шейла сходит с ума из-за капризов Хайми и нанимает Фрэнка няней. В город приезжает первая жена Кева. |            |                                                            |                  |                                    |                 |                     |
| 27 | 3          | «Можно подстричь твою изгородь?» «May I Trim Your Hedges?» | Стив Шилл        | Криста Вернофф                     | 27 января 2013  | 1,99                |
| Дебби продолжает следить за Джимми. Фрэнк нянчит малыша Шейлы, а Кевин пытается разобраться с бывшей женой и предполагаемым сыном. Йен хочет распознать чувства Микки, а Фиона устраивается на новую работу. Лип открывает охоту за педофилами в своем районе. |            |                                                            |                  |                                    |                 |                     |
| 28 | 4          | «Галлагеры спешат на помощь» «The Helpful Gallaghers»      | Рэндалл Эйнхорн  | Майк О'Мэлли                       | 10 февраля 2013 | 1,53                |
| Карл едет в летний лагерь для больных раком, по путевке, организованной Фрэнком. У сводной сестры Менди умирает мама, и они с Липом отправляются к ней на помощь. Ви и Кевин не теряют надежды завести ребёнка. Шейла скучает по сексу с Фрэнком. |            |                                                            |                  |                                    |                 |                     |
| 29 | 5          | «Грехи моего опекуна» «The Sins of My Caretaker»           | Дж. Майкл Муро   | Шейла Каллаган                     | 17 февраля 2013 | 1,31                |
| У Фрэнка появилась проблема, после того как городские службы сообщили о работах на канализационном коллекторе, в связи с чем будет перекопан двор, в котором захоронены останки тети Джинджер. На работе Фиону травят коллеги, а начальник находит её работу неудовлетворительной. Молли узнает поразительный секрет. Нед хочет ограбить дом своей жены. Кевин и Вероника решают использовать её мать в качестве суррогатной матери. |            |                                                            |                  |                                    |                 |                     |
| 30 | 6          | «Череда неудач» «Cascading Failures»                       | Энтони Хемингуэй | Алекс Борштейн                     | 24 февраля 2013 | 1,48                |
| Служба защиты детей забирает детей Галлагеров. Фиона отчаянно пытается вернуть их, для чего ей нужно заставить Фрэнка вести трезвый образ жизни и явиться в суд. Терри ловит Йена и Микки с поличным. Вероника и Кевин ищут новые способы зачатия ребёнка. |            |                                                            |                  |                                    |                 |                     |
| 31 | 7          | «Долгий путь домой» «A Long Way From Home»                 | Мими Ледер       | Итан Френкель                      | 3 марта 2013    | 1,76                |
| Фрэнк и Фиона решают в суде вопрос с опекой над детьми. Шейла отдает Хайми его отцу, так как считает атмосферу в доме нездоровой из-за сексоголизма Джоди. |            |                                                            |                  |                                    |                 |                     |
| 32 | 8          | «Было бы завещание» «Where There's a Will»                 | Дэнни Кэннон     | Дэйви Холмс                        | 10 марта 2013   | 1,66                |
| Семейка Галлагеров на поддельных похоронах тетушки Джинджер встречается с кузеном Патриком, который оказался забористее самих Галлагеров. Между тем Карл приходит в дом дочери, чтобы оповестить о своем решении и немедленно приступить к действиям. |            |                                                            |                  |                                    |                 |                     |
| 33 | 9          | «Фрэнк-водопроводчик» «Frank the Plumber»                  | Марк Майлод      | Криста Вернофф                     | 17 марта 2013   | 1,67                |
| Фиона испытывает проблемы с корпоративным стилем на новой работе. Фрэнк, нуждающийся в медицинской страховке, впутывается во взаимоотношения с гей-сообществом. Вернувшуюся Карен сбивает автомобиль. |            |                                                            |                  |                                    |                 |                     |
| 34 | 10         | «Гражданские бесправия» «Civil Wrongs»                     | Гэри Б. Голдман  | Майк О'Мэлли                       | 24 марта 2013   | 1,61                |
| Фиона наслаждается работой и жизнью, но Джимми обрушивает на неё бомбу. Фрэнк наслаждается жизнью иконы гей-движения и ищет способы, чтобы получить ещё больше денег из своей известности. |            |                                                            |                  |                                    |                 |                     |
| 35 | 11         | «Обслуживание в номер» «Order Room Service»                | Сана Хамри       | Шейла Каллаган                     | 31 марта 2013   | 1,65                |
| Фиона берет детей за город. Бездомный Фрэнк пытается уговорить Карла пустить его домой. Йен идёт на свадьбу к Микки, чтоб отговорить его жениться. |            |                                                            |                  |                                    |                 |                     |
| 36 | 12         | «Выживает сильнейший» «Survival of the Fittest»            | Марк Майлод      | Итан Френкель и Нэнси М. Пименталь | 7 апреля 2013   | 1,82                |
| Фиона с помощью семьи устраивает сюрприз для Липа, по поводу получения им аттестата об окончании школы. Фрэнк собирается потратить свой выигрыш в пари на отцовский ужин с Липом. |            |                                                            |                  |                                    |                 |                     |

### Сезон 4 (2014)
| № общий | № в сезоне | Название                                                                              | Режиссёр         | Автор сценария     | Дата премьеры   | Зрители в США (млн) |
| --- | ---------- | ------------------------------------------------------------------------------------- | ---------------- | ------------------ | --------------- | ------------------- |
| 37 | 1          | «Простые радости» «Simple Pleasures»                                                  | Джон Уэллс       | Джон Уэллс         | 12 января 2014  | 1,69                |
| Лиам научился говорить и ходить. Дебби пытается разобраться в отношениях с мальчиками. Фиона уже три месяца работает на постоянной работе и встречается с боссом Майком, но ни разу ещё не занималась с ним сексом. Шейла помогает Галлагерам по дому, потому что ей одиноко. Лип в колледже и работает в столовой. Фрэнка находят в заброшенном доме наркоманов. Шейла и Карл начинают ухаживать за ним. Фиона спорит с Карлом на счет Фрэнка и говорит ему, чтобы он сам за ним ухаживал. Фрэнк не может принимать алкоголь и уговаривает Карла делать ему алкогольные клизмы. Микки стал главой семьи и делает вид, что ему все равно, что случилось с Йеном. Стэн, владелец бара, где работает Кев, умирает. Вероника узнает, что беременна, и просит свою мать сделать аборт, но Кев против. Дебби начинает встречаться с двадцатилетним парнем. Фиона занимается сексом с Майком, но не очень удачно. Лип получает плохую оценку за работу.                    |            |                                                                                       |                  |                    |                 |                     |
| 38 | 2          | «Моя старшая дочь» «My Oldest Daughter»                                               | Мими Ледер       | Нэнси М. Пименталь | 19 января 2014  | 1,60                |
| Фиона получает льготы и страховку от своей постоянной работы и может теперь водить детей к врачу. На служебной машине Фиона попадает в неприятный инцидент и врет об этом Майку, но уже знает правду. Лип никак не может закадрить нормальную девушку. Стэн оставил бар Кеву, а не своему сыну. Но, как выясняется, бар не приносит доход. Вероника и Кев узнают, что у них будет тройня. Фрэнк узнает, что ему требуется пересадка печени. Карл пытается выяснить, кто из семьи подходит для донорства. Лип не подходит, но подходит Фиона. Она отказывается. Фрэнк говорит, что попросит об этом её старшую сестру. |            |                                                                                       |                  |                    |                 |                     |
| 39 | 3          | «Каков отец, такова и дочь» «Like Father, Like Daughter»                              | Сана Хамри       | Шейла Каллаган     | 26 января 2014  | 1,83                |
| Фиона ужинает с семьей Майка и знакомится с его братом-наркоманом Робби. Шейла регистрируется на сайте знакомств. Карл пытается заработать денег, воруя собак, и требует за них выкуп. Лип пытается выжить в колледже. Вероника и Кев пытаются заработать больше денег. Фрэнк встречает старшую дочь Саманту, которая о нём ничего не знает. Они знакомятся, но у Саманты романтический интерес к Фрэнку. Она сразу же предлагает стать для него донором. Дебби пытается заняться сексом со своим парнем. Фиона ужинает c Майком и Робби. Майк напивается и засыпает, Фиона и Робби занимаются сексом. |            |                                                                                       |                  |                    |                 |                     |
| 40 | 4          | «Незнакомцы в электричке» «Strangers on a Train»                                      | Питер Сигал      | Итан Френкель      | 2 февраля 2014  | 1,22                |
| Фрэнк узнает, что пересадка стоит 150 тысяч долларов, он решает добиться страховой выплаты. После неудачной попытки он просит Карла ему помочь. Карл ломает Фрэнку ногу. Микки ругает жену, что она мало зарабатывает. Он приходит в бордель, забирает всех проституток и говорит, чтобы сутенер платил им больше. Но сутенер привозит новых. Лип опаздывает на контрольную, и ему не разрешают её пересдать, в гневе он бьет стекла машин и едет домой. Он приходит к Менди, но они ссорятся. Фиона опять занимается сексом с Робби и их чуть не застает Майк. Она рассказывает об этом Веронике. Дебби не может соблазнить своего парня и поэтому решает заняться сексом с другим, но у них ничего не получается. Саманта говорит Фрэнку, что по медицинским причинам она не сможет стать донором. Фрэнк случайно говорит ей, что он её отец. Саманта в ярости прогоняет его. Лип возвращается в колледж и уговаривает преподавателя разрешить ему пересдать тест. |            |                                                                                       |                  |                    |                 |                     |
| 41 | 5          | «Дрочат все» «There's the Rub»                                                        | Дэвид Наттер     | Дэйви Холмс        | 9 февраля 2014  | 1,58                |
| Фиона говорит Робби, что между ними все кончено. Липа находят двое военнослужащих и говорят, что его личность была украдена. Ему показывают фотографию Йена, но он говорит, что не знает, кто это. Майк и Робби ссорятся, и Робби рассказывает ему все о Фионе. Микки и Кев открывают над баром бордель. Фрэнк узнает, что выплата по страховке будет примерно через год. Шейла встречается с индейцем, Фрэнк уговаривает его произвести ритуал очищения. Лип и Дебби отправляются искать Йена. Они находят его в гей-баре, но он не хочет с ними разговаривать. Робби приходит поздравить Фиону с днем рождения, но она выгоняет его. Он оставляет у Фионы кокаин. На вечеринке все принимают кокаин, а оставшийся случайно принимает Лиам. Он доставлен в больницу. Фиону арестовывают. |            |                                                                                       |                  |                    |                 |                     |
| 42 | 6          | «Железное небо» «Iron City»                                                           | Джеймс Понсольдт | Джон Уэллс         | 16 февраля 2014 | 1,90                |
| Фиона арестована за найденный кокаин и плохое обращение с её младшим братом Лиамом. Лип пропускает университет и начинает присматривать за детьми и заботится о Лиаме. Новый друг Шейлы, индеец приводит пятеро детей, которые позже живут в доме Шейлы. Шабаш индейцев по восстановлении печени Фрэнка проходит, но Фрэнку становится не по себе, и он снова оказывается в чикагской больнице. |            |                                                                                       |                  |                    |                 |                     |
| 43 | 7          | «Семейка Галлагеров» «A Jailbird, Invalid, Martyr, Cutter, Retard and Parasitic Twin» | Гэри Б. Голдман  | Нэнси М. Пименталь | 23 февраля 2014 | 1,89                |
| Лип занимается детьми и пытается заставить Фрэнка прийти на встречу с социальным работником. Аманда помогает Липу заниматься детьми. Карл дерется с двумя парнями, после того как они высмеивают его семью. Микки ищет Йена, находит его на работе в стриптиз-клубе. После того как к Йену пристает посетитель, Микки уводит Йена к себе домой. Дебби готовит ужин Мэтту, но он расстается с ней, так как она слишком молода для него. Фиона знакомится с общественным адвокатам, та говорит ей, что лучше признать себя виновной, и тогда срок будет меньше. Бар Кева грабят и он покупает оружие. Фрэнк решает написать книгу про свой опыт с алкоголем и наркотиками. Саманта дает Фрэнку наркотики, и он теряет сознание, из-за чего Лип выгоняет их из дома. Фиону по решению суда признают виновной и назначают домашний арест. |            |                                                                                       |                  |                    |                 |                     |
| 44 | 8          | «Надежда умирает последней» «Hope Springs Paternal»                                   | Мими Ледер       | Шейла Каллаган     | 9 марта 2014    | 1,77                |
| Фиона убирается дома, для того чтобы подготовиться к приходу социального работника, и находит плакат Дебби. Жена Микки выгоняет Йена из дома Милковичей. Карл получает выговор за драку. Йен возвращается домой. Микки разрывается между женой и Йеном. Дебби ссорится с Фионой и обращается за помощью к Саманте. Кев покупает больше оружия для защиты семьи. Кэрол рожает, но хочет оставить ребёнка себе. Кев и Ви соглашаются с ней. Робби приходит к Фионе извиниться, но она его выгоняет. Фиона напивается и устраивает небольшой пожар, но Лип успевает его потушить. Лип собирает вещи детей и уходит. |            |                                                                                       |                  |                    |                 |                     |
| 45 | 9          | «Легенда о Бонни и Карле» «The Legend of Bonnie and Carl»                             | Марк Майлод      | Итан Френкель      | 16 марта 2014   | 1,70                |
| Лип попадает в «большие» проблемы в колледже. Йен и Микки шантажируют богатых старых семейных мужчин, а Карл по уши влюбляется в девушку, которая так же испорчена, как и он. Дебби ревнует к новой девушке Мэтта. Шейла решает выйти замуж за Фрэнка. Фиона безуспешно пытается устроиться на работу. |            |                                                                                       |                  |                    |                 |                     |
| 46 | 10         | «Печень лечить нечем» «Liver, I Hardly Know Her»                                      | Кристофер Чулак  | Дэйви Холмс        | 23 марта 2014   | 1,63                |
| Фиона употребляет наркотики и приходит в себя в Висконсине, тем самым нарушая пробацию. Семья ищет Фиону. Микки и Кев начинают борьбу за свой бизнес. Бонни и Карл угоняют автомобиль. Сэмми и Шейла пытаются найти Фрэнку печень. |            |                                                                                       |                  |                    |                 |                     |
| 47 | 11         | «Эмили» «Emily»                                                                       | Энтони Хемингуэй | Нэнси М. Пименталь | 30 марта 2014   | 1,76                |
| Фрэнк переносит послеоперационный бред после своей пересадки печени. Фиона начинает отбывать 90 дней в тюрьме. В баре Кева на праздновании крещения сына Светланы и Микки решается судьба отношений между Йеном и Микки. Лип раздражает родителей Аманды и получает щедрую выплату, чтобы оставить её. Дебби оскорблена в школе мальчиком старшего возраста. |            |                                                                                       |                  |                    |                 |                     |
| 48 | 12         | «Лазарь» «Lazarus»                                                                    | Марк Майлод      | Джон Уэллс         | 6 апреля 2014   | 1,93                |
| Фрэнк оправляется после операции. Фиона освобождается раньше срока и получает работу официанткой. Все боятся, что у Йена может быть биполярное расстройство, как у Моники. Их опасения оправдались. |            |                                                                                       |                  |                    |                 |                     |

### Сезон 5 (2015)
| № общий | № в сезоне | Название                                                                         | Режиссёр         | Автор сценария     | Дата премьеры   | Зрители в США (млн) |
| --- | ---------- | -------------------------------------------------------------------------------- | ---------------- | ------------------ | --------------- | ------------------- |
| 49 | 1          | «Нектар богов» «Milk of the Gods»                                                | Кристофер Чулак  | Нэнси М. Пименталь | 11 января 2015  | 1,77                |
| Фиона погружена в свою работу в кафе и сокрытие романа с пожилым боссом. Лип уезжает из колледжа и направляется обратно домой, где он изо всех сил пытается вписаться в жизнь Юга. Фрэнк все ещё не оправился от пересадки печени, живёт с Шейлой и работает над секретным проектом в подвале своего дома, в то время как Шейла всеми силами пытается избавиться от надоедливых Сэмми и Чакки. В доме Милковичей Йен помогает беременной Светлане заботиться о ребёнке, в то время как Микки и его братья начинают псевдо-бизнес, связанный с перевозками вещей. Вероника, разочарованная тем, что муж слишком одержим воспитанием детей, идет на работу в бар, а Кевин наслаждается своей новой ролью заботливого папаши. Между тем Дебби не в ладах с Холли и Элли, и помогает Фрэнку собирать припасы для его проекта. Карл, со сломанной лодыжкой, крадёт инвалидное кресло. Фиона флиртует с Дэвисом, ведущим вокалистом «Jezebel». В кафе, где работает Фиона, часто приходит посетительница по имени Анджела, таинственная женщина, которую мы в последний раз видели с Джимми… Лип устраивается на работу, связанную со сносом зданий. Йен из-за биполярного расстройства имеет несколько скрытых сексуальных контактов. Фрэнк раскрывает свой тайный проект, которым является домашний пивоваренный завод, в котором он варит самое крепкое пиво, которое называет «Амброзия». |            |                                                                                  |                  |                    |                 |                     |
| 50 | 2          | «Живой и при печени» «I'm the Liver»                                             | Сана Хамри       | Криста Вернофф     | 18 января 2015  | 1,76                |
| Фиона официально освобождена от домашнего ареста. Лип начинает свой первый день работы на Томми, но ручной труд оказывается сложнее, чем он себе представлял. Шейла рассматривает предложение от двух лесбиянок, которые хотят купить её дом, Фрэнк пытается отговорить её от этого. Кроме того, отец мальчика, чью печень Фрэнк получил, приглашает Фрэнка на ужин в честь дня отца со всеми другими получателями органов. Фиона рассказывает Шону о своих чувствах к нему. Кевин начинает общаться со Светланой. Дебби продолжает бороться со своими подругами. |            |                                                                                  |                  |                    |                 |                     |
| 51 | 3          | «Две Лизы» «The Two Lisas»                                                       | Питер Сигал      | Шейла Каллаган     | 25 января 2015  | 1,96                |
| Фрэнк просит Карла напугать лесбиянок, которые скупают собственность в окрестностях, и умоляет Шейлу не продавать дом. Но Шейла имеет большие планы, с Фрэнком или без. Йен просит Липа отговорить Мэнди от переезда в Индиану с Кеньятой, но Липу не удается это сделать. Дебби устраивает вечеринку в доме Галлагеров. Карл обнаруживает скрытый "талант". Фрэнк говорит владельцу свалки, что в обмен на оборудование для завода Сэмми переспит с ним. Фиона соглашается пойти на концерт с Дэвисом, но, когда Дэвис приходит со своей подругой, Фиона начинает флиртовать с бас-гитаристом Дэвиса, Гасом. Сэмми ссорится с Фрэнком, который высказывает всё, что думает о ней и Шейле. В это время в подвале дома, где была устроена пивоварня, взрывается пропан, в связи с чем Шейла уезжает в доме на колёсах. |            |                                                                                  |                  |                    |                 |                     |
| 52 | 4          | «Незабываемая ночь... Стоп, что?» «A Night to Remem... Wait, What?»              | Ричи Кин         | Дэйви Холмс        | 1 февраля 2015  | 1,26                |
| Фрэнк приезжает к Лу, чтобы забрать свою шестизначную сумму страхового возмещения. В шоке оттого, что уже забрал его, он пытается восстановить события прошлой ночи. Гас признается, что влюблён в Фиону и предлагает ей пожениться. Лип посещает Аманду и её семью в её роскошном доме в Майами. Дебби начинает ходить на занятия по боксу, чтобы дать отпор своим подругам. Карл находит работу в качестве торговца наркотиками, но на ней не всё складывается гладко. Йен ворует чемоданы из багажа аэропорта. |            |                                                                                  |                  |                    |                 |                     |
| 53 | 5          | «Обряд посвящения» «Rite of Passage»                                             | Алекс Грейвз     | Итан Френкель      | 8 февраля 2015  | 1,64                |
| Напарница Фионы попадает в больницу после передозировки, что заставляет её откладывать свои планы. Фрэнк избегает Сэмми и поселяется в дома родителей мальчика, который стал его донором. Дебби продолжает своё обучение из-за мальчика. Вероника уговаривает Кева изменить ей. |            |                                                                                  |                  |                    |                 |                     |
| 54 | 6          | «Сумасшедшая любовь» «Crazy Love»                                                | Энтони Хемингуэй | Джон Уэллс         | 15 февраля 2015 | 1,26                |
| Фиона в шоке после возвращения Джимми. Йен похищает ребёнка Микки и Светланы и сбегает с ним. Сэмми берет на себя заботу о Галлагерах. Дебби начинает первый учебный день в старшей школе. Жизнь Вероники и Кевина никак не налаживается. |            |                                                                                  |                  |                    |                 |                     |
| 55 | 7          | «Скажи, что я чертовски тебе нужен» «Tell Me You Fucking Need Me»                | Уильям Х. Мэйси  | Нэнси М. Пименталь | 1 марта 2015    | 1,44                |
| Йен находится в психиатрической лечебнице, а тем временем Фионе предстоит сделать очень сложный выбор между Джимми и Гасом. Карл делает Чакки своим рабом, а Сэмми подстреливает Фрэнка. Из-за домашних у Липа проблемы с оплатой колледжа. |            |                                                                                  |                  |                    |                 |                     |
| 56 | 8          | «Дядя Карл» «Uncle Carl»                                                         | Венди Станцлер   | Криста Вернофф     | 8 марта 2015    | 1,60                |
| Гас говорит Фионе о том, что уезжает на гастроли. Фрэнк стремится отомстить Сэмми. Йена выпускают из лечебницы. Ви собирается на свидание с бывшим парнем. Лип просит помощи с оплатой колледжа у Кева. Карла и Чакки ловит полиция. |            |                                                                                  |                  |                    |                 |                     |
| 57 | 9          | «Первый приговор Карла» «Carl's First Sentencing»                                | Кристофер Чулак  | Итан Френкель      | 15 марта 2015   | 1,62                |
| Фиона готовит Карла к вынесению приговора, в надежде смягчить его. К симптомам Йена добавляется паранойя и он соглашается принимать таблетки. Врач Фрэнка оказывается больна раком и Фрэнк помогает скрасить её последние дни наркотиками и развлечениями. Сэмми и Галлагеры становятся врагами. Лип занимается сексом со своей преподавательницей. Фиона просит Шона найти работу для Йена. Кев развлекается в общаге. |            |                                                                                  |                  |                    |                 |                     |
| 58 | 10         | «Правила Юга» «South Side Rules»                                                 | Майкл Аппендал   | Шейла Каллаган     | 22 марта 2015   | 1,67                |
| Фрэнку начинает нравиться общество его новой больной подруги Бьянки, но она его выгоняет, когда начинает подозревать, что у него появились чувства к ней. Он всеми силами пытается добиться её внимания. Йен начинает работать посудомойщиком в закусочной, но всё чаще испытывает приступы. Дебби начинает встречаться с Дереком. Микки берёт на себя заботу о Йене. Сэмми выдает Йена военной полиции. |            |                                                                                  |                  |                    |                 |                     |
| 59 | 11         | «Реальные наркотики» «Drugs Actually»                                            | Мими Ледер       | Дэйви Холмс        | 29 марта 2015   | 1,43                |
| Фиона переосмысливает свой брак с Гасом после ночи с Шоном. Микки накачивает Сэмми таблетками и запирает в ящике для переезда. Прорыв трубы в «Алиби» помогает Кеву и Веронике разобраться в отношениях. Моника увозит Йена с собой. Бьянка с помощью Фрэнка продолжает получать новые впечатления. |            |                                                                                  |                  |                    |                 |                     |
| 60 | 12         | «Песни о любви (В тональности Галлагера)» «Love Songs (In the Key of Gallagher)» | Кристофер Чулак  | Джон Уэллс         | 5 апреля 2015   | 1,55                |
| Бьянка исчезает, оставляя записку Фрэнку. Йен возвращается домой и расстается с Микки, которого сажают за покушение на Сэмми. |            |                                                                                  |                  |                    |                 |                     |

### Сезон 6 (2016)
| № общий | № в сезоне | Название                                                                       | Режиссёр          | Автор сценария     | Дата премьеры                                    | Зрители в США (млн) |
| --- | ---------- | ------------------------------------------------------------------------------ | ----------------- | ------------------ | ------------------------------------------------ | ------------------- |
| 61 | 1          | «Скучаю по ней лишь когда дышу» «I Only Miss Her When I’m Breathing»           | Кристофер Чулак   | Джон Уэллс         | 1 января 2016 (online) 10 января 2016 (Showtime) | 1,44                |
| Сезон начинается с Фрэнка, все ещё оплакивающего утрату Бьянки и его новооткрытой оценки жизни, волнующей его семью. Между тем Фиона пытается заставить Йена принимать свои лекарства и отправить Дебби в клинику для теста на беременность.Карл выходит из тюрьмы.                                                                                   |            |                                                                                |                   |                    |                                                  |                     |
| 62 | 2          | «#Аборты — это тема» «#AbortionRules»                                          | Иэн Б. Макдональд | Нэнси М. Пименталь | 17 января 2016                                   | 1,64                |
| Дебби решила весь день носить с собой небольшой мешочек муки, который играет роль младенца, чтобы доказать Фионе, что она сможет заботиться о ребёнке и одновременно ходить в школу. Но Дебби быстро понимает, что окружающие не так любезны к матерям и младенцам, как она надеялась. Фрэнк пытается забыть Бьянку. Фиона узнаёт, что она беременна. |            |                                                                                |                   |                    |                                                  |                     |
| 63 | 3          | «Слово на букву Ф» «The F Word»                                                | Ниша Ганатра      | Криста Вернофф     | 24 января 2016                                   | 1,70                |
| Фрэнк учит Дебби, как сделать так, чтобы система социального обеспечения работала в твою пользу. Между тем, Кевин и Вероника посещают парализованного Яниса в больнице и пытаются загладить свою вину. Но Янис преподносит неожиданный сюрприз. Йен вытягивает пострадавшего из горящей машины, вследствие чего ему самому оказывает помощь пожарный. |            |                                                                                |                   |                    |                                                  |                     |
| 64 | 4          | «Аукцион» «Going Once, Going Twice»                                            | Кристофер Чулак   | Дэйви Холмс        | 31 января 2016                                   | 1,70                |
| Фиона ругается с Патриком по поводу уведомления о выселении, но её единственный выбор состоит в том, чтобы получить закладную от банка и купить дом по выгодной цене на аукционе. Йен печет печенье для пожарной части и обнаруживает, что был спасен рабочей сменой пожарных геев. Фрэнк находит для Дебби работу и жилище.                          |            |                                                                                |                   |                    |                                                  |                     |
| 65 | 5          | «Беженцы» «Refugees»                                                           | Венди Станцлер    | Итан Френкель      | 7 февраля 2016                                   | 1,16                |
| Фрэнк помогает Эрике, а Дебби подставляет плечо Тайлеру. Кев и Ви пристраивают к себе сирот-беженцев. Лип пытается защитить Элен от последствий подставы Аманды, но она больше не хочет его видеть. Семья Галлагеров теряет дом. Калеб приглашает Йена на игру, где Йен признается, что Калеб ему нравится.                                           |            |                                                                                |                   |                    |                                                  |                     |
| 66 | 6          | «Опасная тема для работы» «NSFW»                                               | Джейк Шрейер      | Шейла Каллахан     | 14 февраля 2016                                  | 1,60                |
| У Йена и Калеба все более, чем серьёзно. Липу предстоит предстать перед дисциплинарным комитетом за то, что творилось в общежитии.Фиона делает аборт. Карл выкупает дом. |            |                                                                                |                   |                    |                                                  |                     |
| 67 | 7          | «Хата Карла» «Pimp’s Paradise»                                                 | Питер Сигал       | Доминик Мориссо    | 21 февраля 2016                                  | 1,66                |
| Карл решает переделать старый добрый дом Галлагеров. Фиона решает отпустить Дебби в самостоятельное «плавание», но справится ли она? |            |                                                                                |                   |                    |                                                  |                     |
| 68 | 8          | «Будь хорошим мальчиком. Приходи к бабушке.» «Be a Good Boy. Come For Grandma» | Иэн Б. Макдональд | Нэнси М. Пименталь | 6 марта 2016                                     | 1,50                |
| Фиона теперь живет у Шона и пытается привыкнуть к переменам. В доме Галлагеров оказывается один из пистолетов. Шон приходит в ярость, узнав об этом. |            |                                                                                |                   |                    |                                                  |                     |
| 69 | 9          | «Собственная Юрта» «A Yurt of One's Own»                                       | Рубен Гарсия      | Дэйви Холмс        | 13 марта 2016                                    | 1,68                |
| Фиона пытается загладить свою вину перед Шоном. Дебби,Квинни и Фрэнк отправляются в коммуну.Фиона официально разводится с Гасом. |            |                                                                                |                   |                    |                                                  |                     |
| 70 | 10         | «Потерянный Рай» «Paradise Lost»                                               | Линн Шелтон       | Итан Френкель      | 20 марта 2016                                    | 1,60                |
| Шон официально переезжает в дом Галлагеров. Фиона готовится к свадьбе с Шоном. Йен сдаёт экзамен на медбрата. Карл проводит день с отцом своей девушки. Дебби рожает девочку. |            |                                                                                |                   |                    |                                                  |                     |
| 71 | 11         | «Больше без сна» «Sleep No More»                                               | Энтони Хемингуэй  | Шейла Каллахан     | 27 марта 2016                                    | 1,45                |
| Сложные отношения между Шоном и Фрэнком обостряются до предела, что в итоге и приводит к потасовке. |            |                                                                                |                   |                    |                                                  |                     |
| 72 | 12         | «Семья Галлагеров прежде всего» «Familia Supra Gallegorious Omnia»             | Кристофер Чулак   | Джон Уэллс         | 3 апреля 2016                                    | 1,63                |
| В день свадьбы произойдет много всего, и некоторые из членов семьи Галлагеров отличатся особенно. |            |                                                                                |                   |                    |                                                  |                     |

### Сезон 7 (2016)
| № общий | № в сезоне | Название                                                                                            | Режиссёр            | Автор сценария     | Дата премьеры                                       | Зрители в США (млн) |
| --- | ---------- | --------------------------------------------------------------------------------------------------- | ------------------- | ------------------ | --------------------------------------------------- | ------------------- |
| 73 | 1          | «Тоска по дому» «Hiraeth»                                                                           | Кристофер Чулак     | Джон Уэллс         | 23 сентября 2016 (онлайн) 2 октября 2016 (Showtime) | 1,24                |
| Фрэнк выходит из комы спустя месяц после того как его выловили из озера Мичиган. Фиона встречается с трудностями, работая менеджером заведения «Пироги от Пэтси», но теперь уже без Шона. Кев, Ви и Светлана продолжают свои полигамные отношения, помогая друг другу с детьми, и уже вместе управляют «Алиби». Лип освобождается после курса лечения от алкоголизма. Дебби с трудом справляется с ролью одинокой мамы, но находит выход в том, чтобы воровать у других мам дорогие вещи и продавать их по объявлениям. Этот доход даже позволяет ей нанять ночную няню для Френни. Карл делает обрезание. Йен начинает сомневаться в Калебе. В итоге, при помощи Липа ему удаётся проследить за Калебом и узнать что тот встречается с женщиной. |            | |                     |                    |                                                     |                     |
| 74 | 2          | «Свайпни, Трахни, Уйди» «Swipe, Fuck, Leave»                                                        | Иэн Б. МакДональд   | Нэнси М. Пименталь | 9 октября 2016                                      | 1,11                |
| Фиона не видит перспектив с должностью менеджера и хочет вернуться в официантки, и сообщает об этом владельцу ресторана, но получает совет заменить персонал. Фиона нанимает трёх новых официанток и от одной из них узнаёт о приложении для быстрого знакомства с целью секса. Готовясь отделиться от семьи, Фрэнк забирает с собой Лиама и начинает новую жизнь, забаррикадировавшись на втором этаже дома Галлагеров. Кеву нравится жить семьёй на троих, но оставшись с детьми, он не справляется с приборкой в доме. На следующий день он заказывает на дом «уборщицу с голой грудью», но оказывается что это просто сервис проституток. Это приводит Кева к мысли сделать свой подобный сервис, но с уборкой. Лип получает должность стажёра без оклада. Дебби продолжает воровать дорогие вещи, и заходит уже слишком далеко. Йен пробует гетеросексуальность, а Карл сталкивается с абстиненцией.                                                            |            | |                     |                    |                                                     |                     |
| 75 | 3          | «Уютный приют для бесприютных» «Home Sweet Homeless Shelter»                                        | Иэн Б. МакДональд   | Криста Вернофф     | 16 октября 2016                                     | 1,44                |
| Кев, Ви и Светлана начинают свой бизнес уборщиц с обнажённой грудью, как вдруг внезапно появляется отец Светланы. Фиона переживает день хаоса, в результате чего выдвигает семье Галлагеров ультиматум — каждый должен вносить свою часть в семейный бюджет, и она больше не будет человеком, решающим за других все их проблемы. Френк решил полностью отделиться от своей «старой» семьи и набирает «новую» семью, состоящую из бездомных. Разорвав отношения с Калебом, Йен переходит в маниакальное состояние. Лип привыкает к новой работе стажёра. Карла преследует сержант Уилсон, отец Доминик, обвиняя в заражении её гонореей. Карл обращается к врачу и узнаёт что не заражён. Он узнаёт, что Доминик встречается с любовником в доме одного из братств колледжа. Дебби ловят на воровстве одежды, и Фионе приходится её выгораживать. |            | |                     |                    |                                                     |                     |
| 76 | 4          | «Я стала бурей» «I Am a Storm»                                                                      | Эмми Россум         | Шейла Каллахэн     | 23 октября 2016                                     | 1,38                |
| Фрэнк беспокоится о том, что он и его «новая семья» могут потерять убежище «Дом для бездомных». Фиона пытается держать заведение «Пироги от Пэтси» на плаву, переведя его в круглосуточный режим и организуя ночную вечеринку с алкоголем. На стажировке Лип понимает, в чём там фишка и получает повышение. Йен мутит с Тревором, который оказывается трансгендерным человеком. Кев, Ви и Светлана спорят о том, стоит ли оставлять их детей с отцом Светланы — Иваном. Карл проводит время с отцом Доминик, который даёт ему совет поступить в военную школу. Дебби ищет работу, но неудачно, и получает совет от Светланы найти себе богатого спутника жизни. |            | |                     |                    |                                                     |                     |
| 77 | 5          | «Признавай свои косяки» «Own Your Shit»                                                             | Кристофер Чулак     | Доминик Мориссо    | 30 октября 2016                                     | 1,20                |
| Фиона приобрела относительную «независимость» в качестве управляющей кафе, но не получила поддержки от владельца заведения, и это подталкивает её к тому чтобы инвестировать в местную прачечную. Лип выступает против этой «независимости». Йен пытается разобраться с чувствами к Тревору. Фрэнку удалось привлечь общественное внимание к дому для бездомных. Уличное столкновение Дебби привлекло к ней внимание службы защиты детей. Бизнес-модель ребят со стажировки Липа привела его к мысли заработать на них. Кев, Ви и Светлана собираются усыновить детей друг друга. Получив отказ в поступлении в военную школу, Карл приходит к мысли сделать анализ ДНК и узнаёт что он частично индеец, что позволяет ему вновь претендовать на место в военной школе. |            | |                     |                    |                                                     |                     |
| 78 | 6          | «Изгнание из рая» «The Defenestration of Frank»                                                     | Дэвид Наттер        | Итан Френкель      | 6 ноября 2016                                       | 1,44                |
| Фиона окончательно решает купить прачечную самообслуживания. Липу не нравится её задумка, и в то же время он пытается разобраться с чувствами к Сьерре. Фрэнк чувствует себя везунчиком в роли главы «новой семьи», но люди узнают, что он прячет для себя значительную часть дохода, и восстают против него. Йен испытывает сложные чувства по отношению к Тревору. Дебби переживает, что её поведение может иметь последствия, затрагивающие Френни. Карл отказывается от поступления в военную школу, но в итоге решается и уезжает туда. Кев и Ви узнают, что «отец» Светланы на самом деле её муж. |            | |                     |                    |                                                     |                     |
| 79 | 7          | «Ты никогда в жизни не получишь курицу» «You'll Never Ever Get a Chicken in Your Whole Entire Life» | Джон Уэллс          | Нэнси Пиментал     | 13 ноября 2016                                      | 1,33                |
| В ожидании визита инспектора службы защиты детей, Дебби составляет список что нужно сделать, в который входит «бросить школу». В итоге она сдаёт выходной экзамен. Позже тем же днём она и Нейл обручаются. Лип проводит со Сьеррой полную событий ночь, включая поиск её сына Лукаса, которого нерадивый отец оставил на улице. Лип также узнаёт, что профессор подал за него апелляцию на решение об исключении. Фиона встречается с трудностями в прачечной и почти решает отказаться от этой затеи, но не хочет провалить это начинание. Лиам идёт в первый класс, но оказывается, что ближайшую общественную школу закрыли. Френк решает отдать его в частную школу. Ему удаётся произвести впечатление на директора, и Лиама принимают в эту школу бесплатно. Светлана приходит в бар в крови, сказав что «разобралась с мужем» и «его больше нет в нашей жизни», это шокирует Ви и особенно Кева. Йен и Тревор решаются перевести отношения на новый уровень. |            | |                     |                    |                                                     |                     |
| 80 | 8          | «Ты продала мне прачечную, помнишь?» «You Sold Me the Laundromat, Remember?»                        | Эллисон Лидди-Браун | Криста Вернофф     | 20 ноября 2016                                      | 1,40                |
| Фиона вновь с энтузиазмом берётся за ремонт прачечной. После последних событий, Кев теряет веру в свои отношения с Ви и особенно Светланой. Выясняется, что Светлана опять делает несколько спорных действий, например, поселяет наверху над Алиби свою тётю. У Липа дела идут неважно, после того как была отвергнута его апелляция и он вышел из себя, выместив злость на бывшем Сьерры. Дебби изо всех сил старается показать себя «хорошей» перед семьёй Дерека, но кончается тем, что они отбирают у неё Френни. Френк старается быть полезным семье и занимается решением бытовых проблем по дому. Йен уже официально становится «парнем» Тревора и спасает жизнь человека на работе. |            | |                     |                    |                                                     |                     |
| 81 | 9          | «Уроборос» «Ouroboros»                                                                              | Кристофер Чулак     | Шейла Каллахэн     | 27 ноября 2016                                      | 1,56                |
| Возвращается Моника, сообщая о том, что она изменилась, но из Галлагеров ей уже никто не верит; позже в разговоре с Френком она признаётся что её мозг повреждён и она умирает. Фиона получает негативный обзор на прачечную. Моника помогает Дебби вернуть Френни. Липа вновь затягивает алкоголизм. Фрэнк продолжает свой роман с Эттой. Кев, Ви и Светлана посещают семейную терапию. Кев и Ви узнают, что Светлана сама принимает решения по смене поставщиков Алиби, и каким-то образом у неё оказалась доля в этом бизнесе. Йен и Тревор переживают ссору, поводом которой стала необходимость предъявить документ на входе в бар. Ночью к дому Галлагеров подъезжает полиция, и Йену сообщают что из тюрьмы сбежал Микки. |            | |                     |                    |                                                     |                     |
| 82 | 10         | «Рискуй или помирай» «Ride or Die»                                                                  | Зетна Фуэнтес       | Доминик Мориссо    | 4 декабря 2016                                      | 1,60                |
| Йен ошарашен новостью о побеге Микки. Он опасается за свои отношения с Тревором. Подозрения Йена оправдываются, когда его похищают и привозят к Микки. Тот предлагает сбежать вместе в Мексику. Марго хочет выкупить прачечную у Фионы. Ви чувствует себя обманутой Светланой, которая получила подписи о передаче бара Алиби под видом документов на усыновление детей. Кев пытается наладить отношения троицы и следует совету Фионы — обратиться к адвокату. Лип продолжает опускаться на дно, просыпаясь каждое утро в новом месте и не помня как там очутился. Френк и Моника ночуют в доме Нейла и Дебби, но она их выгоняет после их аферы, в которую был также втянут Нейл. |            | |                     |                    |                                                     |                     |
| 83 | 11         | «И жили они долго и счастливо» «Happily Ever After»                                                 | Джон М. Валерио     | Итан Франкель      | 11 декабря 2016                                     | 1,58                |
| Йен и Микки едут в Мексику, но перед границей Йен изменяет решение и заявляет что он уже другой человек, прощается с Микки и оставляет ему значительную сумму денег со своего сберегательного счета; Микки въезжает в Мексику. Фрэнк и Моника пытаются восстановить свой брак, но это чуть не заканчиваются трагедией. Фиона продает прачечную, теперь Этта живет с семьёй Галлахеров; Фиона находит для себя другую возможность, встречаясь с агентом по недвижимости. Лип пытается контролировать свою трезвость, встречаясь с участником «анонимных алкоголиков». Теперь, без «Алиби», Кев и Ви пытаются найти работу, в итоге Кев заканчивает поиск в том же заведении, где работал Йен. В конце серии, Фиона оставляет Этту в приюте. |            | |                     |                    |                                                     |                     |
| 84 | 12         | «Реквием по шлюхе» «Requiem for a Slut»                                                             | Джон Уэллс          | Джон Уэллс         | 18 декабря 2016                                     | 1,72                |
| В больнице Галлагеры узнают, что Моника умерла. Они устраивают ей похороны, попутно выражая полное безразличие к ней (все, кроме Фрэнка). Также они обнаруживают, что Моника завещала им свои вещи, включая наследство на 70 000 долларов в виде пакетиков с метамфетамином. Семья продолжает свою жизнь, продолжая развиваться: Фиона становится владелицей многоквартирного дома, Дебби начинает учиться на сварщика и на занятиях находит свою очередную любовь, Йен признается Тревору о его встрече с Микки, тем самым ставя под вопрос их отношения, Лип продолжает посещения встреч Анонимных Алкоголиков и задумывается о будущем,а Карл приезжает на похороны Моники из военного училища до неузнаваемости измененным. |            | |                     |                    |                                                     |                     |

### Сезон 8 (2017-2018)
| № общий | № в сезоне | Название                                                                                                | Режиссёр          | Автор сценария     | Дата премьеры   | Зрители в США (млн) |
| --- | ---------- | --- | ----------------- | ------------------ | --------------- | ------------------- |
| 85 | 1          | «Мы становимся теми, кто... Фрэнк!» «We Become What We... Frank!»                                       | Иэн Б. Макдональд | Джон Уэллс         | 5 ноября 2017   | 1,86                |
| Фиона начинает ремонт и продажу квартиры в новом доме. Фрэнк возвращается из монастыря и начинает извиняться перед всеми, кого раньше обидел. Лип пытается контролировать свой алкоголизм и вернуть Сьерру. Дебби решает выучиться на сварщика. Йен хочет вернуть Тревора, помогая подросткам из молодёжного центра. Карл начинает распродавать мет, который им оставила Моника. Лиам используется преподавателями своей новой школы для демонстрации расового разнообразия учебного заведения. Кевин узнаёт тревожные новости о своем здоровье, а Вероника пытается вернуть Алиби у Светланы. |            | |                   |                    |                 |                     |
| 86 | 2          | «Где мой мет?» «Where's My Meth?»                                                                       | Энтони Хемингуэй  | Нэнси М. Пименталь | 12 ноября 2017  | 1,37                |
| Фрэнк пытается быть добропорядочным гражданином и устраивается на работу. Лип пытается разрушить отношения Сиерры с её бывшим парнем, подставив его, и анонимно заказывает ему пиццу с «сюрпризом». Карл пытается продать часть мета Йена, но всё идёт не по плану. Лиам посещает дом богатого друга и удивлен роскошью, в которой он живет. В ответ Лиам приглашает друга к себе в гости в гетто. Кэв думает, что у него злокачественная опухоль, все готовятся к его операции. Фиона же, занимаясь сбором аренды в своем доме, понимает, что некоторые не заслуживают вторых шансов. |            | |                   |                    |                 |                     |
| 87 | 3          | «Благослови, Господи, её прогнившую душу» «God Bless Her Rotting Soul»                                  | Майкл Моррис      | Криста Вернофф     | 19 ноября 2017  | 1,34                |
| После того, как выясняется, что опухоль Кевина доброкачественная, он становится одержимым здоровьем и исследуя свою генетику обнаруживает, что корнями происходит из Кентукки. Выселенный арендатор Фионы разрушает ее комнату, поэтому она пытается найти нового арендатора, но вступает в конфликт с Мел, подругой Нессы. Нейл расстается с Дебби. Йен пытаться справиться со смертью Моники. Лип пытается помочь профессору Еуэнсу справиться с его алкоголизмом. Фрэнк по-прежнему стремится стать лучшим человеком. Светлана пытается продать Алиби, заставляя Веронику навестить ее в тюрьме и заключить сделку. Партнер Моники угрожает Галлагерам и они вынуждены выкопать её тело, чтобы забрать мет. |            | |                   |                    |                 |                     |
| 88 | 4          | «В жопу добро» «Fuck Paying It Forward»                                                                 | Реджина Кинг      | Доминик Мориссо    | 26 ноября 2017  | 1,59                |
| В силу своих возможностей Фрэнк всё больше помогает Лиаму в школе и встречает потенциальный любовный интерес среди матерей. Фиона приходит в ярость, когда Шон, теперь чистый и женатый, возвращается, чтобы попытаться исправить ситуацию. Лип становится сексуально зависим и проводит ночь со своей коллегой Эдди. Дебби вернулась и не хочет, чтобы Фрэнни росла без материнского воспитания из-за её работы. Карл пытается поймать наркомана, разбившего несколько домов в квартале. Еще один черный ребенок принят в школу Лиама. Кевин и Вероника встречаются с семьёй Кевина; Кев переполнен эмоциями, в то время как Ви опасается, что его семья придерживается расистских взглядов.                  |            | |                   |                    |                 |                     |
| 89 | 5          | «Образование Лиама Фергюса Байхарта Галлагера» «The (Mis)Education of Liam Fergus Beircheart Gallagher» | Иэн Б. МакДональд | Шила Каллахэн      | 3 декабря 2017  | 1,51                |
| Фрэнк учит родителей в школе Лиама правильному отношению к рабочему классу. Фиона пытается поднять престиж их неблагополучного района. Йен и Тревор занимаются сбором средств для организации молодежного приюта. Карл теряет стипендию и изобретает новый способ оплаты учёбы. Лип противостоит другу и получает травму. |            | |                   |                    |                 |                     |
| 90 | 6          | «И Карл пал, и Рыжик его сожрал» «Icarus Fell And Rusty Ate Him»                                        | Зетна Фуэнтес     | Марк Стейлен       | 10 декабря 2017 | 1,52                |
| Фиона вынуждена задуматься о своей жизни после того, как один из арендаторов умирает, а её долги ложатся на девушку. Дебби страшится беременности и пытается добиться помощи от Карла. Френк использует первую в своей жизни кредитную карту. |            | |                   |                    |                 |                     |
| 91 | 7          | «Оккупируем Фиону» «Occupy Fiona»                                                                       | Иэн Б. МакДональд | Молли Смит Метцлер | 17 декабря 2017 | 1,58                |
| Фрэнк опять оказывается без работы, и поэтому пускается на поиски любого заработка. Карл отчаянно пытается справиться с озлобленным клиентом. Йен испытывает терпение Фионы, устраивая около её квартиры настоящую социальную акцию. |            | |                   |                    |                 |                     |
| 92 | 8          | «Трансграничный экспресс Френка» «Frank's Northern Southern Express»                                    | Эмми Россум       | Нэнси Пиментал     | 31 декабря 2017 | 0,81                |
| Фрэнк решает стать предпринимателем и берётся за переправку нелегалов через границу. Фиона принимает решение съехать от детей в собственный дом после того, как Форд показывает ей совершенно другую сторону Чикаго. В это время Лип ведёт переговоры с новыми спонсорами, Йен сталкивается со священником, угрожающим "вымолить из него дух гейства", а Дебби остаётся без работы и средств к существованию. |            | |                   |                    |                 |                     |
| 93 | 9          | «Беженцы» «The Fugees»                                                                                  | Джеффри Райнер    | Доминик Мориссо    | 7 января 2018   | 1,65                |
| Предпринимательская жилка не доводит Фрэнка до добра, и ему приходится с позором уносить ноги из Канады. Йен умудряется нажить врага из-за своих необдуманных действий. Попытка Фионы найти общий язык с друзьями Форда проваливается с треском. Карл заводит себе неуравновешенную подружку, а Липу предоставляется возможность выставить Чарли в дурном свете перед Сиеррой. |            | |                   |                    |                 |                     |
| 94 | 10         | «Церковь Иисуса-Гея» «Church of Gay Jesus»                                                              | Анна Мастро       | Шила Каллахэн      | 14 января 2018  | 1,52                |
| Фиона борется с угрызениями совести, ведь один из ее наемных работников падает с крыши. Лип понимает, что его отношения с ныне мёртвым профессором Юэнсом были не такими уж и близкими. Слова Йена производят впечатление на ЛГБТ-сообщество, но он не может выдержать такого внимания с их стороны. |            | |                   |                    |                 |                     |
| 95 | 11         | «Педикюр по-галлагерски» «A Gallagher Pedicure»                                                         | Иэн Б. МакДональд | Марк Стейлен       | 21 января 2018  | 1,52                |
| У Фионы возникают новые проблемы с квартирантами. Лип пытается защитить Сиерру и Лукаса, а Дебби делает выбор между светлым будущим и здоровьем. Для Йена забота о трудных подростках превращается в навязчивую идею, а Фрэнк собирается бросить жизнь обычного трудяги. |            | |                   |                    |                 |                     |
| 96 | 12         | «Сомнамбулизм» «Sleepwalking»                                                                           | Джон Уэллс        | Джон Уэллс         | 28 января 2018  | 1,73                |
| Фиона не собирается больше терпеть непрошеных квартирантов в своем доме и готова пойти на крайние меры. Йен вместе со своими последователям оказывается в поле зрения полиции, а Липу придется сделать выбор между нормальным будущим и увлечением. Фрэнк намеревается обогатиться за счет отца нового друга Лиама, а Дебби мирится с отцом дочери. Карл предпринимает отчаянную попытку вернуться в военную академию. |            | |                   |                    |                 |                     |

### Сезон 9 (2018-2019)
| № общий | № в сезоне | Название                                                                                  | Режиссёр            | Автор сценария     | Дата премьеры    | Зрители в США (млн) |
| --- | ---------- | ----------------------------------------------------------------------------------------- | ------------------- | ------------------ | ---------------- | ------------------- |
| 97 | 1          | «Ты там, Онна? Это я, Йен» «Are You There Shim? It's Me, Ian»                             | Иэн Б. Макдональд   | Нэнси Пиментал     | 9 сентября 2018  | 1,31                |
| Очередное приключение Фрэнка оборачивается для него крупными неприятностями. Фиона пытается вытащить Йена из тюрьмы, а тот продолжает продвигать свои идеи. У Липа появляется новая подружка, а Дебби пытается добиться равноправия с мужчинами. У Карла возникают серьёзные проблемы в военной академии из-за навязчивой подружки, а Кев и Ви не могут управиться с детьми без Светланы. |            |                                                                                           |                     |                    |                  |                     |
| 98 | 2          | «Белый Мо!» «Mo White!»                                                                   | Эрин Фили           | Молли Смит Метцлер | 16 сентября 2018 | 1,12                |
| Фиона не слушает Фреда и пускается в рискованную авантюру. Планы Карла рушатся, и его поступление в военную академию может никогда не произойти. Дебби пытается найти союзников в своей борьбе, а Йен радуется тому прогрессу, которого достигло его движение. Кев и Ви пытаются пристроить своих детишек в садик. |            |                                                                                           |                     |                    |                  |                     |
| 99 | 3          | «Воронка херни Галлагера» «Weirdo Gallagher Vortex»                                       | Кэт Койро           | Джо Лосон          | 23 сентября 2018 | 1,05                |
| Фрэнк испытывает некоторые трудности на своём новом рабочем месте. Фиона готовится подписать все документы и завершить выгодную сделку. Карл пытается обзавестись нужными рекомендациями для поступления в Вест-Пойнт. Липу приходится всё сложнее и сложнее из-за опеки над девочкой-подростком, которую он взвалил на себя. У Дебби появляется сообщник, а Йен окончательно погружается в собственную религию. |            |                                                                                           |                     |                    |                  |                     |
| 100 | 4          | «Поступай смело, голосуй за белого!» «Do Right, Vote White!»                              | Марк Майлод         | Джон Уэллс         | 30 сентября 2018 | 1,09                |
| Фрэнк и Фиона поддерживают разных кандидатов и намерены отстаивать свои позиции. Липу придется выбирать будущее для своей подопечной. Йен постепенно теряет связь с реальностью, а отношения между Дебби и Алекс заходят слишком далеко. Карл принимает вызов со стороны ещё одного претендента на обучение в Вест-Пойнт. |            |                                                                                           |                     |                    |                  |                     |
| 101 | 5          | «Черноволосый рыжик» «Black-Haired Ginger»                                                | Уильям Х. Мэйси     | Филип Бизер        | 7 октября 2018   | 1,00                |
| Фрэнку нужны новые лекарства для поддержания печени в рабочем состоянии, однако у медикаментов ужасный побочный эффект. Йен пытается избавиться от опеки со стороны Фионы, а Лип ходит по краю из-за искушения сорваться. У Карла появляются связи в Вест-Пойнте, а Дебби пробует восстановить свои отношения с Алекс. |            |                                                                                           |                     |                    |                  |                     |
| 102 | 6          | «Признай, ты великолепна» «Face It, You're Gorgeous»                                      | Эллисон Лидди-Браун | Нэнси Пиментал     | 14 октября 2018  | 0,92                |
| Фрэнк решает использовать Лиама как сводника. Лип собирается заработать денег на своей трезвости, а у Фионы возникают серьёзные проблемы с бизнесом, при этом Форд только всё осложняет. Кев и Ви вновь испытывают трудности из-за школы, куда отправили малышек. Йен садится в тюрьму, где выясняет, что Микки - его сосед по камере. |            |                                                                                           |                     |                    |                  |                     |
| 103 | 7          | «Встретимся на дне, Титаник» «Down Like the Titanic»                                      | Сильвер Три         | Молли Смит Метцлер | 21 октября 2018  | 1,00                |
| Фиона окончательно теряет контроль над ситуацией, и в этот момент ей на помощь приходит Дебби. Макс Уитфорд продолжает давить на Фиону, что делает ситуацию критической. У Фрэнка второй медовый месяц с его новой «сумасшедшей» возлюбленной. У Кева и Ви возникают серьёзные разногласия из-за будущего их семьи. |            |                                                                                           |                     |                    |                  |                     |
| 104 | 8          | «Яблочко от "Алиби" далеко не падает» «The Apple Doesn't Fall Far from the Alibi»         | Нет данных          | Нет данных         | 20 января 2019   | Нет данных          |
| У Фионы не получается взять себя в руки, поэтому Дебби решает прийти на помощь. Келли не слушается отца и продолжает встречаться с Карлом. На пути заветной мечты Фрэнка стоит Ингрид, а Тэми проводит жизненный урок для Липу. |            |                                                                                           |                     |                    |                  |                     |
| 105 | 9          | «Кость» «Bone»                                                                            | Нет данных          | Нет данных         | 27 января 2019   | Нет данных          |
| Фрэнк старается найти возможность подзаработать дополнительные деньги, чтобы обеспечить достойное будущее Ингрид. Гнев Фионы приводит к серьезным проблемам у Пэтси. Лип вынужден скрывать свои чувства к Тэми, закрывшись от всего мира. Отец Келли начинает вмешиваться в ее жизнь, и давить на нее по поводу отношений с Карлом. Тем временем Кев и Ви понимают, что у них не хватает сил, чтобы провести мероприятие в воспитательных целях.                                                                                |            |                                                                                           |                     |                    |                  |                     |
| 106 | 10         | «Дьявол» «Los Diablos!»                                                                   | Нет данных          | Нет данных         | 10 февраля 2019  | Нет данных          |
| Во время товарищеского соревнования Фрэнк узнает своего партнера. Фиона и Пэтси ведут непростой разговор. Дебби занимается домашними делами, и это позволяет ей больше сблизиться с Келли. Карл находит новую работу, но она оказывается куда более сложной и опасной, чем он думал изначально. Лип проводит целый день с Тэмми, и узнает ее с другой стороны. |            |                                                                                           |                     |                    |                  |                     |
| 107 | 11         | «Бродяжные игры» «The Hobo Games»                                                         | Нет данных          | Нет данных         | 17 февраля 2019  | Нет данных          |
| Приближается финал соревнования, во время которого Фрэнк вступает в противостояние с главным соперником и по совместительству своим хорошим другом. Ингрид начинает волноваться по поводу родительских обязанностях, а Лип готовится усыновить Ксана. Тем временем Дебби делает довольно странный выбор, а Карл показывает себя с лучшей стороны. |            |                                                                                           |                     |                    |                  |                     |
| 108 | 12         | «Вы поймете, что такое дно, когда окажетесь там» «You'll Know the Bottom When You Hit It» | Нет данных          | Нет данных         | 24 февраля 2019  | Нет данных          |
| Кевин с Вероникой работают над планом устранения проблемы, когда свет пропадает на южной стороне. Тем временем Карл не спешит доверять попыткам Дебби сблизиться с Келли, Фиона получает несколько установок от весьма неожиданного человека, а Липу приходит в себя после визита Ксана. |            |                                                                                           |                     |                    |                  |                     |
| 109 | 13         | «Потерянный» «Lost»                                                                       | Нет данных          | Нет данных         | 3 марта 2019     | Нет данных          |
| Фиона старается вновь изменить свою жизнь, однако травма Фрэнка ставит крест на ее планах. Лип волнуется по поводу отношений с Тэми. Пока Дэбби идет навстречу Келли, Карл узнает неутешительные новости относительно своего будущего. Тем временем Веронике и Кэвину приходится решать очередные проблемы в детскому саду. |            |                                                                                           |                     |                    |                  |                     |
| 110 | 14         | «Обнаруженный» «Found»                                                                    | Джон Уэллс          | Джон Уэллс         | 10 марта 2019    | 1,35                |
| Фрэнк продолжает непомерно употреблять алкоголь, требуя от своих детей приносить ему добавку. Дети, в свою очередь, сильно устали от отца: он уже почти не встает с постели, окончательно потерял мотивацию стремиться к чему-либо, кроме алкоголя. Фиона получает второй шанс на новую жизнь. В конце серии она покидает семейство и доведший ее до такого состояния городок. Лип окончательно поборол алкогольную зависимость. Дебби и Карл страдают от разбитого сердца. Схожая проблема объединяет их, укрепляет отношения. |            |                                                                                           |                     |                    |                  |                     |

### Сезон 10 (2019—2020)
| № общий | № в сезоне | Название                                                                                                  | Режиссёр          | Автор сценария      | Дата премьеры   | Зрители в США (млн) |
| --- | ---------- | --- | ----------------- | ------------------- | --------------- | ------------------- |
| 111 | 1          | «Нас мало, но мы Галлагеры!» «We Few, We Lucky Few, We Band of Gallaghers!»                               | John Wells        | John Wells          | 10 ноября 2019  | 0,76                |
| Лиам вернулся в дом Галлагеров, у него новая фишка — он формирует свой стиль по образу чёрных знаменитостей. Вероника знакомит Лиама с "историей их народа". Филип живёт с Темми; как ни странно, она к нему очень хорошо относится и называет Галлагеров семьёй. Френк, глядя на доску распределения денег, полученных от Фионы, спрашивает, почему с него списали 600 баксов, Дебби объяснила, что за его счёт заказан новый диван, так как старый он за полгода восстановления ноги безвозвратно испортил. У Дебби в арендованном складе находится гардероб с брендовой одеждой и косметикой, которую она, немного поносив, планирует вернуть. Лиама избивают афроамериканцы за его национальную одежду, его друг не приходит к нему на помощь, так как считает, что это выпендрёж. Кевин расстраивается, что плохо играет в баскетбол, он не хочет верить в то что он стареет, и считает, что ему помогут новые дорогие кроссовки. Вероника против покупки, и Кэвин решает заработать на них стриптизом. Карл окончил военную академию, находясь в плохих отношениях с руководством. Френку больше не дают аксиконтин, потому что его лечение закончено, и он ворует его у пожилой женщины. У Тэмми начались схватки, Липп повёз Тэмми в больницу, где ей потребовалось кесарево сечение, родился мальчик. Тэмми потеряла много крови, её увезли в операционную. |            | |                   |                     |                 |                     |
| 112 | 2          | «Спи спокойно, мой принц, завтра ты будешь королём» «Sleep Well My Prince For Tomorrow You Shall Be King» | Jennifer Arnold   | Nancy M. Pimental   | 17 ноября 2019  | 0,91                |
| Карл продал свою форму, так как разочаровался в армии, и возвращается на свою прежнюю работу. Друг Фрэнка Майкл живёт в доме Галлагеров, Дебби поставила им условие по аренде, и они обдумывают схемы заработка. У Теми серьёзное заражение и её ещё не выписали из больницы, Лип назвал ребёнка Фред в честь своего профессора. Йен в тюрьме сидит с Мики в одной камере и подрабатывает в лазарете. В баре Вероники и Кэвина умер доставщик посылок, и они со всеми посетителями бара ограбили его фургон. Фрэнк, Лип и Карл устраивают дома мужской бунт, свергают власть Дебборы. Дебби уходит, а Майкл, проследив за ней до склада, узнаёт её маленький секрет. Карл узнаёт, что на его работе помощник менеджера подторговывает вейпами, и решает войти в бизнес. |            | |                   |                     |                 |                     |
| 113 | 3          | «Какая Америка?» «Which America?»                                                                         | Silver Tree       | Molly Smith Metzler | 24 ноября 2019  | 0,84                |
| Дебби оформила всем дебетовые карты на которые будет скидывать деньги Фионы, но при их регистрации она указала настоящие номера соц.страхования и места работы, что вызвало проблемы у всех из семьи Галлагеров. Фрэнк и Майк решают наказать Дебби и воруют из её склада вещи. Сдав их в скупку, тратят вырученные деньги на диализ для Майкла, так как у него отказывают почки. Теми перевели из реанимации, и Лип навещает её с сыном Фреди. Карл подкатывает к Ганзалез. Йену пришло приглашение на слушания по УДО, но Мики хочет, чтобы Йен остался. Йен решается на то чтобы совершить правонарушение, чтобы ему не дали УДО, но Мики его останавливает и объясняет, что ему здесь не место. Фрэнк и Майкл закатывают вечеринку у Галлагеров дома, вход платный - собирают деньги на катетер для Майкла. |            | |                   |                     |                 |                     |
| 114 | 4          | «Большой путь маленького Галлагера» «A Little Gallagher Goes a Long Way»                                  | Iain B. MacDonald | Joe Lawson          | 1 декабря 2019  | 0,87                |
| Все собранные деньги Фрэнка и Майкла забрала Дебби в часть погашения долга за украденные у неё вещи. У Дебби на работе забастовка, и она ищет себе подработку. Лип приходит в общество анонимных мамочек-алкоголичек по совету новой подруги - Сарры, многодетной матери. Майкл мечтает стать бизнесменом, и Френк помогает ему в исполнении мечты. Миграционная полиция наведывается в дом к Ганзалесам, где Карл заступается за новую подругу. Дебби встречает старую подругу у которой много детей от разных отцов, и которая живёт на алименты и вклады этих отцов, Дебби вспоминает про отца Френи, но узнаёт что он погиб, а его жена забрала всё посмертное пособие, которое Дебби теперь хочет забрать. Умерла чёрная родственница Лиама, и его пригласили на вечер памяти, но он сомневается, думает что его втягивают в какую-то секту. На вечере Лиам обманом собирает деньги у присутствующих. Теми возвращается в дом Галлагеров, который битком забит мексиканской роднёй Гонзалес, которую пустил пожить Карл. Майкл отчаялся и решил вернуться в тюрьму, ведь именно только там он сможет получить бесплатную медицинскую помощь. |            | |                   |                     |                 |                     |
| 115 | 5          | «Живчик» «Sparky»                                                                                         | William H. Macy   | Филип Бизер         | 8 декабря 2019  | 0,83                |
| Йена выпускают из тюрьмы, за ним поехал Лип, а Теми осталась с Фредом, но Лип переживает за способности Теми ухаживать за детьми. Келли приехала на пару дней в увольнительную, Карл недоволен, как и Ганзалес, которая не хочет быть запасным вариантом. Келли, рассказывая про учёбу, всё время вспоминает Митча. Фрэнк устроил мини-бизнес — он подворовывает томали у родни Ганзалес и обменивает их на выпивку. Детская баскетбольная команда Кевина подаёт коллективный иск против тренера за домогательства, но Кевин в расстроенных чувствах, так как он единственный, кого не домогались. Офицер по УДО заставила работать Йена в скорой помощи и дала ему прозвище "Живчик". Ингрид, бывшая любовница Фрэнка, убежала от своего мужа, который в прошлом сезоне выкупил у Фрэнка за 10 000 долларов сперму и его молчание, но сейчас, когда Ингрид сбежала, он привёз двух детей и решил вернуть их Фрэнку, но Фрэнк сказал, что сперма была Карла. Дебби наняла адвоката, чтобы забрать деньги у вдовы, её задача — передать повестку, ради чего она идёт на разные хитрости. Викки помогает новой подруге в продаже её чудо-таблеток. Йен понимает, что попал в фиктивную скорую, которая делает махинации со страховками подставных клиентов. Лип прибегает к помощи Сары из общества мамочек, которая приходит и помогает Теми. Мич заразил Келли сифилисом, она призналась Карлу и дала ему «зелёный свет» на секс с Ганзалес. Вдова предлагает Дебби 1/3 от пособия в обмен на полную опеку над Френни. |            | |                   |                     |                 |                     |
| 116 | 6          | «Янки Чао!» «Adios Gringos»                                                                               | Loren Yaconelli   | Sherman Payne       | 15 декабря 2019 | 0,89                |
| Лип знакомит Теми с обществом анонимных мамочек и представляет её как маму Фреда. Ганзалес призналась Карлу, что влюбляется в него и что ей нужно съехать из дома Галлагеров. Из Техаса прибывают новые безработные, которые вытесняют семью Ганзалес с её точек сбыта. Дебби соглашается на условия Пеппы, вдовы Дерека и отца Френни, и подговаривает Френни быть очень плохой, когда она будет в гостях у Пеппы. Микки пытался сбежать из тюрьмы, но его поймали и сообщили, что он освобождён, в связи с тем, что он оказывал помощь с одним из картелей. У Дебби план: она хочет отвести к Пеппе вместо Френни рыжую девочку из приюта. Кевин пошёл к адвокату рассказывать выдуманную историю про домогательства тренера, но адвокату нужны точные описание событий, даты, места. Карл призвал всех Ганзалес идти войной на тех, кто их выгнал, и ему это удаётся; пока они отбивали точку, ковбои в их доме уничтожили все запасы томали и сожгли их дом на колёсах. Карл натолкнул Ганзалес на новую идею, которая позволила им сорвать куш. Псевдо-Френни устраивает пожар в доме Пеппы. |            | |                   |                     |                 |                     |
| 117 | 7          | «Гражданин Карл» «Citizen Carl»                                                                           | Erin Feeley       | Nancy M. Pimental   | 22 декабря 2019 | 0,84                |
| Карл знакомится с пожилой женщиной на остановке, которая рассказала ему, что на улицах темно с 2002 года — с того времени как не стало её мужа, и обычно она так поздно не выходит, но сегодня праздновали её 75-летие. Как только автобус, в который сел Карл, отъехал от остановки, эту женщину ограбили, Карл пытался остановить автобус, но всем было всё равно. Грабитель убивает Эстер, и этот кошмар мучает во сне Карла. Теми, Лип и Фред съезжают из дома Галлагеров в дом на колёсах. Пеппа привезла псевдо Френи на день раньше уговоренного срока и обозвала Дебби худшей матерью, отдала чек на пособие и сказала, что не хочет больше никого из них видеть. В баре Вики и Кэва скончался завсегдатай Билли, Фрэнк обчистил его карманы и украл ключ от квартиры, чтобы поживиться. Вернувшись в бар, Фрэнк говорит памятную речь о Билле, в этот момент в бар входит прекрасная дама и приглашает Фрэнка выпить. Карл пытается призвать город к починке фонарей, но всем всё равно. Вики выяснила, что Билли приносил 28% выручки, она озадачилась поиском новых клиентов, и они с Кевином идут на отчаянный шаг. Карл в поиске того, кто ему поможет с фонарями, обращается к своей бывшей. |            | |                   |                     |                 |                     |
| 118 | 8          | «Дебби может быть проституткой» «Debbie Might Be a Prostitute»                                            | Rose Troche       | Molly Smith Metzler | 29 декабря 2019 | 0,86                |
| Офицера по УДО Йена и Милковича кто-то выкинул из окна, и она погибла. Йен думает на Микки, а Микки думает, что это Йен. Дебби хочет разобраться с деньгами, которые ей дала женщина, с которой она провела ночь. Дебби вернулась к ночной знакомой, которой объяснила, что она не проститутка, и решила вернуть деньги. Новая знакомая Френка боится ночевать дома из-за призрака и поэтому ночует в машине. Фрэнк, узнав, что дом огромен, сказал, что он тоже верит в призраков и умеет их изгонять. Йен ищет способы помочь Микки, а Микки — как помочь Йену, и они оба приходят к выводу, что им нужно оформить брак, чтобы не свидетельствовать друг против друга. Карл, воодушевлённый своей победой над системой в случае с фонарями, ищет новые способы быть полезным обществу и решает устроиться в полицию. Кевин и Виктория подписались на пирамиду по распространению корейской косметики, которая сжигает кожу вокруг глаз. Новая знакомая Френка отравила виски и привязала его к кровати. Оказывается, она возлюбленная Кайла Холмса, который с 1995 года сидит в тюрьме по вине Фрэнка. |            | |                   |                     |                 |                     |
| 119 | 9          | «О Капитан, Мой Капитан» «O Captain, My Captain»                                                          | Anthony Hardwick  | Philip Buiser       | 5 января 2020   | 0,77                |
| Тэми узнала о Галлагеровском отношении к долгам и оплате счетов, и она не такой пример хочет для своего сына. Микки мстит Йену за то, что тот отказался заключать брак. Все заметили отсутствие Фрэнка, так как в доме запахло чистотой. Новая знакомая Френка до сих пор пытается добиться того, чтобы Фрэнк всё вспомнил и раскаялся. Карлу нравится его новая работа в полиции, он старается больше давать практики в полях. Ви и Кэвин в сисечном фургоне оборудуют пункт медпомощи для тех, у кого нет страховки, к ним обращается много подростков, которым нужен аборт. Филип обсуждает с Тэми, почему её кража на спор в 10 лет трёхдолларовых серёжек хуже его многочисленных краж, совершённых по нужде. Карла за его чрезмерное старание переводят в мусорщики. |            | |                   |                     |                 |                     |
| 120 | 10         | «Вы покидаете Иллинойс» «Now Leaving Illinois»                                                            | Kevin Bray        | Sherman Payne       | 12 января 2020  | 0,89                |
| Дебби увлекается дочерью своей новой подруги, она тоже лесбиянка. Карла переводят в мусорщики на самый желанный маршрут, о котором мечтают все. Подруга Френка, добившись от него признания, подставила его полиции с полной машиной наркотиков. Ви и Кэв должны пройти ещё один этап для устройства своих дочерей в хорошее учебное заведение — они должны пройти собеседование у родителей детей, которые уже приняты. Семейство Тэми отдаёт им с Липом дом бабушки, которую отдают в дом престарелых, но дом находится в Милуоки, штат Висконсин. Йен хочет отомстить Микки и находит себе новую пару. Фрэнка приговаривают вместо 30 лет тюрьмы к 100 часам общественных работ и реабилитации в центре, больше похожем на курорт. Лиам ищет Френка, так как нужно подтвердить место проживания, иначе его исключат из школы. Пара, которая выкупила на аукционе собеседование Ви и Кэва, решила показать дом бедняков своему сыну, чтобы это послужило ему мотивацией в учёбе. Лип сообщает семье, что он переезжает в Милуоки. |            | |                   |                     |                 |                     |
| 121 | 11         | «Местоположение» «Location, Location, Location»                                                           | Silver Tree       | Joe Lawson          | 19 января 2020  | 0,81                |
| Лиам нашёл адрес подруги Фрэнка и собрался его навестить. Фрэнк закончил реабилитацию, и после выписки его вновь встретила женщина, которая его сдала, и сообщила, что на зиму она уезжает в Порто-Рико. Фрэнк решает проникнуть в её дом. Отис, начальник мусорной бригады Карла, приказывает Карлу насрать в одном из домов на продажу, для проверки на то, что Карл не является полицейским. Лиам находит Френка и шантажом заставляет сходить в школу, чтобы подписать документы. Липу случайно попадается дом в Саутсайде, и он предлагает Теми взять его, и признаётся, что ему не нужны подачки от семьи Теми. Микки в отместку отцу хочет устроить пышную свадьбу. Фрэнк познакомился с призраком дома, и они решили в нём жить вместе, поделив этажи. Офицер, который устроил Карла в мусорную бригаду, имел корыстную цель; когда Карл выяснил коррупционную схему, он сознался, что хочет долю. Дебби разрывается между днём рождения её новой подруги и танцами в школе дочери подруги, и всё тайное стало явным. Кевин увидел сдающееся помещение рядом с баром Алиби, и у него родилась идея нового бизнеса. Лип арендует дом в Саутсайде и говорит Тэми, что не хочет переезжать в Милуоки. |            | |                   |                     |                 |                     |
| 122 | 12         | «ГаллаВич!» «Gallavich!»                                                                                  | John Wells        | John Wells          | 26 января 2020  | 0,92                |
| Лип проснулся не в фургоне, а в доме Галлагеров; когда он зашёл в фургон, Теми и Фреди не было, на столе лежала записка с известным маршрутом. Сегодня день свадьбы Микки и Йена. Кафе, в котором должна была проходить свадьба, загорелось с утра. Микки думает, что это проделки его отца Терри и хочет его убить, но Йен его останавливает. Дела у Кэва с новым бизнесом идут в гору, и он даже отложил заначку. Лиам манипуляцией приглашает Френка на свадьбу Йена и организует оригинальный подарок для молодожёнов. Свадьба состоялась в польской кукле, месте где на стене висит бита для уничтожения геев и лесбиянок. Кэв скопил деньги на хорошее кольцо для Вики и сделал ей предложение на свадьбе. Теми и Лип поругались на свадьбе, Теми уехала, а Лип начал пить. За Дебби пришла полиция по заявлению о изнасиловании несовершеннолетней. Лип занялся ремонтом дома, Теми пришла ему помочь. |            | |                   |                     |                 |                     |

### Сезон 11 (2020—2021)
| № общий | № в сезоне | Название                                                                                       | Режиссёр            | Автор сценария | Дата премьеры   | Зрители в США (млн) |
| --- | ---------- | ---------------------------------------------------------------------------------------------- | ------------------- | -------------- | --------------- | ------------------- |
| 123 | 1          | «Это Чикаго!» «This Is Chicago»                                                                | Iain B. MacDonald   | John Wells     | 6 декабря 2020  | -                   |
| Жизнь во время пандемии: Фрэнк опасается джентрификации, Кев и Ви творчески подходят к ведению бизнеса в баре Алиби. Лип и Тэмми превращают свой новый дом в люкс дом. Карл заканчивает полицейскую академию. Дебби становится сама себе боссом. Медовый месяц Йена и Микки закончился.                                             |            |                                                                                                |                     |                |                 |                     |
| 124 | 2          | «Валите отсюда, облагораживатели!» «Go Home, Gentrifier!»                                      | Iain B. MacDonald   | John Wells     | 13 декабря 2020 | -                   |
| Дебби готовит вечеринку принцесс для Фрэнни. Микки устраивается на настоящую работу. Фрэнк помогает Кеву и Ви с их новым бизнесом. У Липа неприятности со своими новыми соседями. Первый день Карла в полиции оказался не таким, как он думал.                                                                                      |            |                                                                                                |                     |                |                 |                     |
| 125 | 3          | «Франческа, Фрэнсис, Фрэнни, Фрэнк» «Frances Francis Franny Frank»                             | Jude Weng           | John Wells     | 20 декабря 2020 | -                   |
| Дебби потеряла Фрэнни, в то время Фрэнк и Фрэнни проводят день приключений. Йен и Микки задаются вопросом, кто в их отношениях «мужчина». Карл получает нового офицера по обучению. Лип и Тэмми помогают Брэду и Ками с их новорожденным ребенком.                                                                                  |            |                                                                                                |                     |                |                 |                     |
| 126 | 4          | «Не на моем заднем дворе» «NIMBY»                                                              | Iain B. MacDonald   | John Wells     | 10 января 2021  | -                   |
| Фрэнк, Кев и Лиам замышляют избавиться от Милковичей. Микки начинает новую службу безопасности. Ви и Дебби превращаются в мамочек на конкурсе красоты. Лип идет на поздний завтрак с Тами и ее старым учителем. |            |                                                                                                |                     |                |                 |                     |
| 127 | 5          | «Бойня» «Slaughter»                                                                            | Daniella Eisman     | John Wells     | 31 января 2021  | -                   |
| Под вопросом стоит служба безопасности Йена и Микки. Фрэнк и Кев пытаются убить Милковичей. Ви агитирует людей, по привлечению чернокожих на избирательные участки. Дебби ведет Фрэнни на встречу со своим любимым борцом. Полицейские Карл и Лизи достигают критической точки.                                                     |            |                                                                                                |                     |                |                 |                     |
| 128 | 6          | «Не входи в это добро нежно ... Эх, к черту» «Do Not Go Gentle Into That Good... Eh, Screw It» | Iain B. MacDonald   | John Wells     | 14 февраля 2021 | -                   |
| Йен и Микки помогают Милковичам. День Фрэнка принимает неожиданные повороты. Лиам справляется с внутренним беспокойством. Дебби противостоит Сэнди. Карл наслаждается выходным, а Лип планирует будущее. Пока Кев работает в баре, Ви - родитель класса в школе.                                                                    |            |                                                                                                |                     |                |                 |                     |
| 129 | 7          | «Двое у бара байкеров, один в озере» «Two at a Biker Bar, One in the Lake»                     | Satya Bhabha        | John Wells     | 7 марта 2021    | -                   |
| Галлагеры расходятся во мнениях относительно судьбы дома их детства. Йен и Микки ищут друзей-геев. У Дебби и Сэнди гость из прошлого Сэнди. Лип и Брэд готовятся продать украденные байки. Лиам и Ви надеются принять закон о контроле за арендной платой.                                                                          |            |                                                                                                |                     |                |                 |                     |
| 130 | 8          | «Отменённые» «Cancelled»                                                                       | Shanola Hampton     | John Wells     | 14 марта 2021   | -                   |
| Фрэнк и Лиам соревнуются в переименовании школы. У Дебби день без обязанностей. Ян и Микки берут на себя всю ответственность за Терри. Кевин пытается подбодрить Ви. Карла назначают в заместители. Лип попадает знаком с законом.                                                                                                  |            |                                                                                                |                     |                |                 |                     |
| 131 | 9          | «Выжившие» «Survivors»                                                                         | Iain B. MacDonald   | John Wells     | 21 марта 2021   | -                   |
| Фрэнк хочет совершить последнее ограбление и собирает команду. Лип и Брэд выясняют, кому принадлежит BornFree. Микки и Йен раскрывают правду о Терри. Лиам ищет новое место для жизни. Кевин наблюдает за дочками Джеммой и Эми. Карл знакомится с новым напарником.                                                                |            |                                                                                                |                     |                |                 |                     |
| 132 | 10         | «ДНР» «DNR»                                                                                    | Anthony Hardwick    | John Wells     | 28 марта 2021   | -                   |
| Лиам и Фрэнк отправляются в путешествие, чтобы Лиам получил место в школе STEM. Разочарование Карла в полиции достигает апогея. Дебби с Френни ищет новое место. Микки и Йен рассматривают квартиру Вест-Сайд. Кев встречает Веронику в Луисвилле.                                                                                  |            |                                                                                                |                     |                |                 |                     |
| 133 | 11         | «Непостоянная дама называет это увольнением» «The Fickle Lady Is Calling It Quits»             | Iain B. MacDonald   | John Wells     | 4 апреля 2021   | -                   |
| У Френка неудачное утро и вечер. Кев и Ви объявляют большие новости. Успех, Лип в продаже дома заставляет Дебби пересмотреть свое прошлое, настоящее и будущее. Йен и Микки приспосабливаются к другому району. Карл переназначен. Лиам напоминает Фрэнку, что делает его Фрэнком.                                                  |            |                                                                                                |                     |                |                 |                     |
| 134 | 12         | «Отец Франк, полный благодати» «Father Frank, Full of Grace»                                   | Christopher Chulack | John Wells     | 11 апреля 2021  | -                   |
| Йен и Микки покупают мебель. Кев и Ви ищут покупателей для Алиби. Тэмми сообщает Липу новость. Лип устраивается на новую работу, Карл находит свое призвание в силе и законе. Дебби погружается в опасный мир, когда встречает её. Лиам беспокоится за Френка и выдвигается на его поиски. Фрэнк сталкивается со своей смертностью. |            |                                                                                                |                     |                |                 |                     |